# Доње Село (Шолта)
Доње Село је насељено место у саставу општине Шолта, на острву Шолти, Сплитско-далматинска жупанија, Република Хрватска.

## Историја
До територијалне реорганизације у Хрватској налазило се у саставу старе општине Сплит.

## Становништво
На попису становништва 2011. године, Доње Село је имало 159 становника.
| Број становника по пописима | Број становника по пописима | Број становника по пописима | Број становника по пописима | Број становника по пописима | Број становника по пописима | Број становника по пописима | Број становника по пописима | Број становника по пописима | Број становника по пописима | Број становника по пописима | Број становника по пописима | Број становника по пописима | Број становника по пописима | Број становника по пописима | Број становника по пописима |
| --------------------------- | --------------------------- | --------------------------- | --------------------------- | --------------------------- | --------------------------- | --------------------------- | --------------------------- | --------------------------- | --------------------------- | --------------------------- | --------------------------- | --------------------------- | --------------------------- | --------------------------- | --------------------------- |
| 1857                        | 1869                        | 1880                        | 1890                        | 1900                        | 1910                        | 1921                        | 1931                        | 1948                        | 1953                        | 1961                        | 1971                        | 1981                        | 1991                        | 2001                        | 2011                        |
| 404                         | 616                         | 504                         | 649                         | 749                         | 691                         | 801                         | 747                         | 622                         | 628                         | 549                         | 423                         | 291                         | 229                         | 156                         | 159                         |

Напомена: У 1948. исказано под именом Доње Село на Шолти. У 1869. садржи податке за насеље Маслиница.

### Попис1991.
На попису становништва 1991. године, насељено место Доње Село је имало 229 становника, следећег националног састава:
| Попис 1991.‍  | Попис 1991.‍  | Попис 1991.‍ | Попис 1991.‍ | Попис 1991.‍ |
| ------------ | ------------ | ----------- | ----------- | ----------- |
|              |              |             |             |             |
| Хрвати       | Хрвати       |             | 227         | 99,12%      |
| неопредељени | неопредељени |             | 1           | 0,43%       |
| непознато    | непознато    |             | 1           | 0,43%       |
| укупно: 229  |              |             |             |             |